# 5261 Eureka
5261 Eureka è un asteroide areosecante. Scoperto nel 1990 dall'Osservatorio di Monte Palomar, presenta un'orbita caratterizzata da un semiasse maggiore pari a 1,5235293 au e da un'eccentricità di 0,0648414, inclinata di 20,28177° rispetto all'eclittica.
È stato il primo asteroide troiano di Marte ad essere scoperto.
L'asteroide è dedicato all'omonima espressione di origine greca solitamente utilizzata per indicare la gioia di una scoperta.
Il 28 novembre 2011 è stato scopertoun satellite naturale di 5261 Eureka. Deve ancora ricevere un nome proprio e la sua designazione provvisoria è S/2011 (5261) 1. Il satellite ha un diametro di circa 0,46 km e orbita a 2,1 km da Eureka. L'esistenza del satellite è stata annunciata nel settembre 2014.